# Reevesia longipetiolata
Reevesia longipetiolata är en malvaväxtart som beskrevs av Elmer Drew Merrill och Chun. Reevesia longipetiolata ingår i släktet Reevesia och familjen malvaväxter. Inga underarter finns listade i Catalogue of Life.